# Чистяков Микола Петрович
Микола Петрович Чистя́ков (* 1866, м. Бежецьк, Тверської губернії, нині Тверська область — † 1932) — російський та український артист опери (бас-баритон), камерний співак і педагог. Заслужений артист УРСР (1928). Батько видатної українськоїх актриси Валентини Чистякової.

## Біографія
Народився в сім'ї чиновника. Після закінчення у 1891 Петербурзької консерваторії (клас С. Габеля) до 1907 виступав в оперних театрах Тифліса (1895—1896), Казані (1896—1898, 1901—1904), Петербурга, Москви, Харкова (1899—1901), Києва (1900), Одеси, Томська, Саратова (1896—1897, 1900—1905). В 1907—1918 співав в Московському Большому театрі (дебютував в партії Володимира Галицького).
Виконував партії: Роберта («Іоланта»), Гамби («Матео Фальконе»), Заруби («Лісовий цар»), Афрона («Золотий півник»), Каленіка («Травнева ніч»), Томського («Пікова дама»), Мамирова («Чародійка»), Малюти Скуратова («Царська наречена»), Ясновельможного («Черевички»), Дона Базиліо («Севільський цирульник»). Мефістофеля («Фауст»). Одна з найкращих партій — Володимир Галицький («Князь Ігор» О. Бородіна).
Партнерами М. П. Чистякова на сцені були: Г. Бакланов, О. Богданович, М. Большаков, О. Борисенко, М. Горяїнов, О. Де-Вос-Соболєва, А. Картавіна, Ю. Махіна, Г. Сюннерберг, С. Тамарова, Ф. Шаляпін.
З 1918 жив у Києві, де вів концертну діяльність і одночасно керував хоровою студією Дніпровської флотилії. Викладав співи у школах, з 1923 професор Київської консерваторії. Серед учнів: Васюков, Гродзинський, С. Данченко, М. Донець, О. Колодуб, І. Тоцький.
Записав 8 творів на грамплатівки в Петербурзі («Е. Берлінерс Грамофон», 1900) — арії Сусаніна («Життя за царя» M. Глінки), Демона («Демон» А. Рубінштейна), Греміна, Мефістофеля («Фауст») і романси М. Мусоргського, П. Чайковського, А. Рубінштейна.